# Massimo Righi (attore)
Massimo Righi (Ferrara, 10 maggio 1935 – 1983) è stato un attore italiano.

## Biografia
Attivo nel cinema dalla fine degli anni cinquanta, lavorò con registi quali Riccardo Freda, Antonio Margheriti e Mario Bava.
In diversi film venne accreditato con pseudonimi anglofili come Max Dean, Max Right o Max Wright.

## Filmografia
- Agi Murad, il diavolo bianco, regia di Riccardo Freda (1959)
- Maciste nella terra dei ciclopi, regia di Antonio Leonviola (1961)
- Il pianeta degli uomini spenti, regia di Antonio Margheriti (1961)
- Barabba, regia di Richard Fleischer (1961)
- Il mantenuto, regia di Ugo Tognazzi (1961)
- La città prigioniera, regia di Joseph Anthony (1962)
- Il dominatore dei 7 mari, regia di Rudolph Maté e Primo Zeglio (1962)
- I Wurdalak, episodio di I tre volti della paura, regia di Mario Bava (1963)
- Sei donne per l'assassino, regia di Mario Bava (1964)
- I figli del leopardo, regia di Sergio Corbucci (1965)
- Un dollaro bucato, regia di Giorgio Ferroni (1965)
- Terrore nello spazio, regia di Mario Bava (1965)
- Berlino appuntamento per le spie (Operazione Polifemo), regia di Vittorio Sala (1965)
- Adiós gringo, regia di Giorgio Stegani (1965)
- La lama nel corpo, regia di Elio Scardamaglia (1966)
- L'affare Beckett, regia di Osvaldo Civirani (1966)
- Superargo contro Diabolikus, regia di Nick Nostro (1966)
- Due once di piombo (Il mio nome è Pecos), regia di Maurizio Lucidi (1966)
- Il raggio infernale, regia di Gianfranco Baldanello (1967)
- Killer calibro 32, regia di Alfonso Brescia (1967)
- Dio non paga il sabato, regia di Tanio Boccia (1967)
- Voltati... ti uccido!, regia di Alfonso Brescia (1967)
- Straniero... fatti il segno della croce!, regia di Demofilo Fidani (1968)
- Il pistolero segnato da Dio, regia di Giorgio Ferroni (1968)
- Colpo sensazionale al servizio del Sifar, regia di José Luis Merino (1968)
- La battaglia di El Alamein, regia di Giorgio Ferroni (1969)
- Ora X - Pattuglia suicida, regia di Gaetano Quartararo (1969)
- I diavoli della guerra, regia di Bitto Albertini (1969)
- I Leopardi di Churchill, regia di Maurizio Pradeaux (1970)
- Il magnifico Robin Hood, regia di Roberto Bianchi Montero (1970)
- Il sergente Klems, regia di Sergio Grieco (1971)
- La guerra dei robot, regia di Alfonso Brescia (1978)
- Sette uomini d'oro nello spazio, regia di Alfonso Brescia (1979)

### Televisione
- Giallo club - Invito al poliziesco – programma TV (1959-1960)
- Più rosa che giallo – serie TV (1962)
- Il mondo è una prigione, regia di Vittorio Cottafavi – film TV (1962)
- I miserabili, regia di Sandro Bolchi – miniserie TV (1964)
- Le inchieste del commissario Maigret – serie TV (1965)
- Il giornalino di Gian Burrasca, regia di Lina Wertmüller – miniserie TV (1965)
- Questa sera parla Mark Twain, regia di Daniele D'Anza – miniserie TV (1965)
- Scaramouche, regia di Daniele D'Anza – miniserie TV, episodio 1x05 (1965)